# Brunhörnad lövmätare
Brunhörnad lövmätare (Idaea dimidiata) är en fjärilsart som beskrevs av Johann Siegfried Hufnagel 1767. Brunhörnad lövmätare ingår i släktet Idaea och familjen mätare, Geometridae. En underart finns listad i Catalogue of Life, Idaea dimidiata antitaurica Wehrli, 1931.

## Bildgalleri

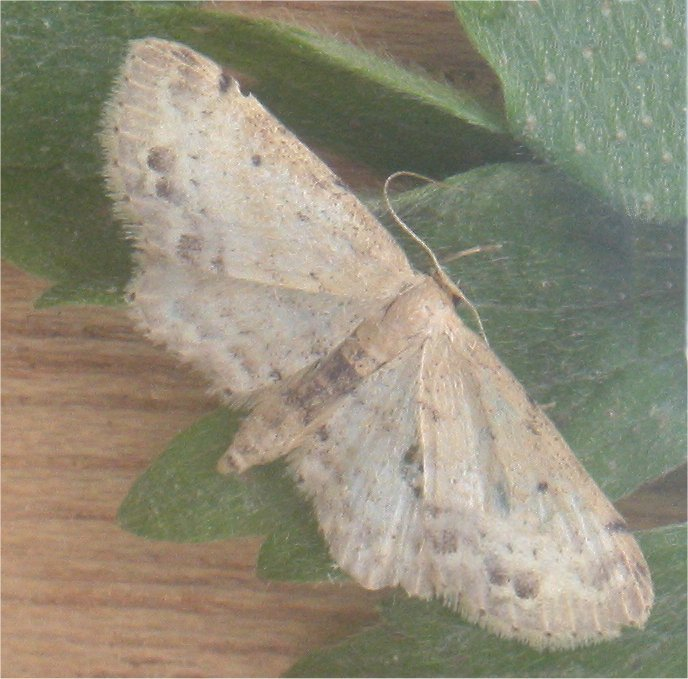
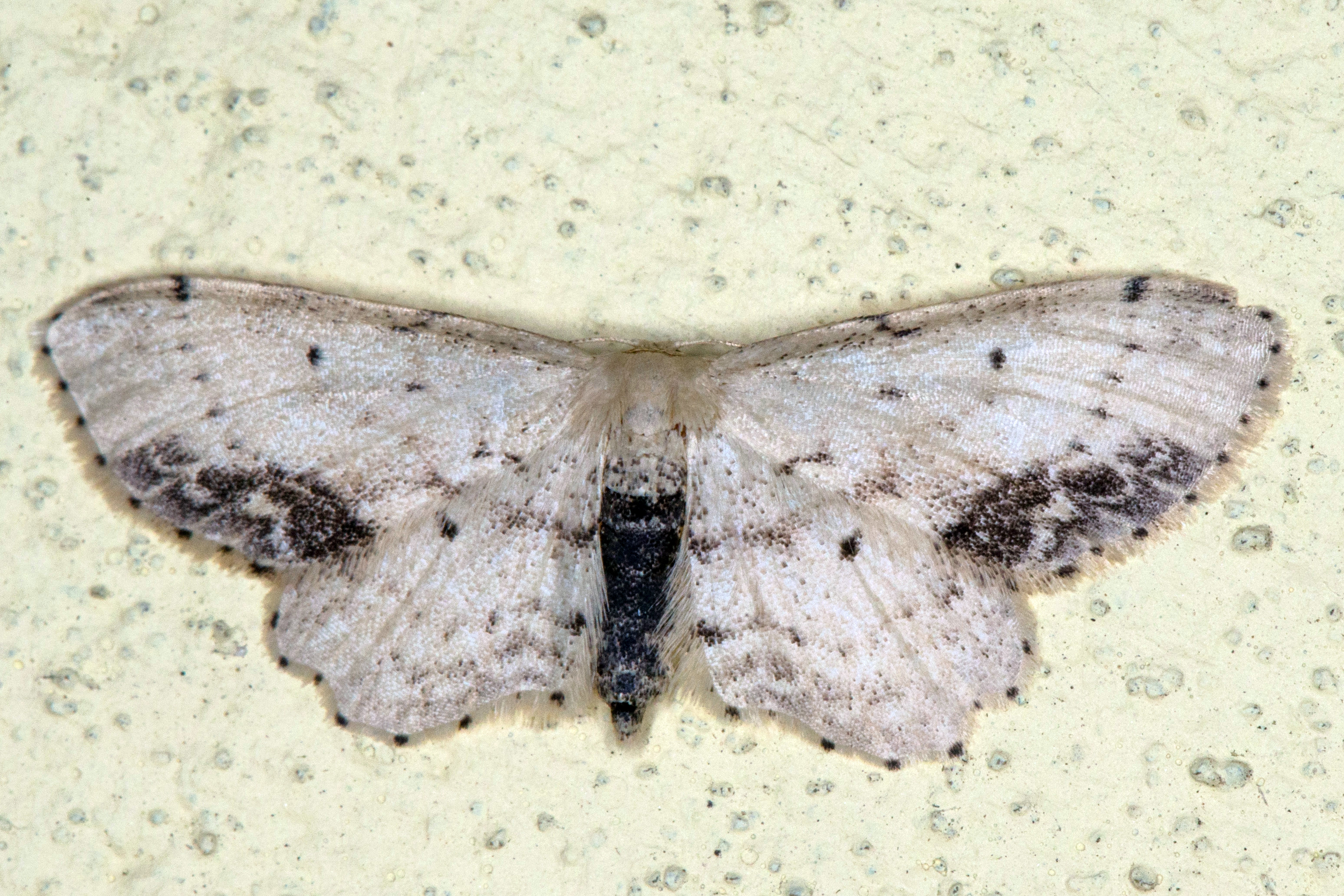
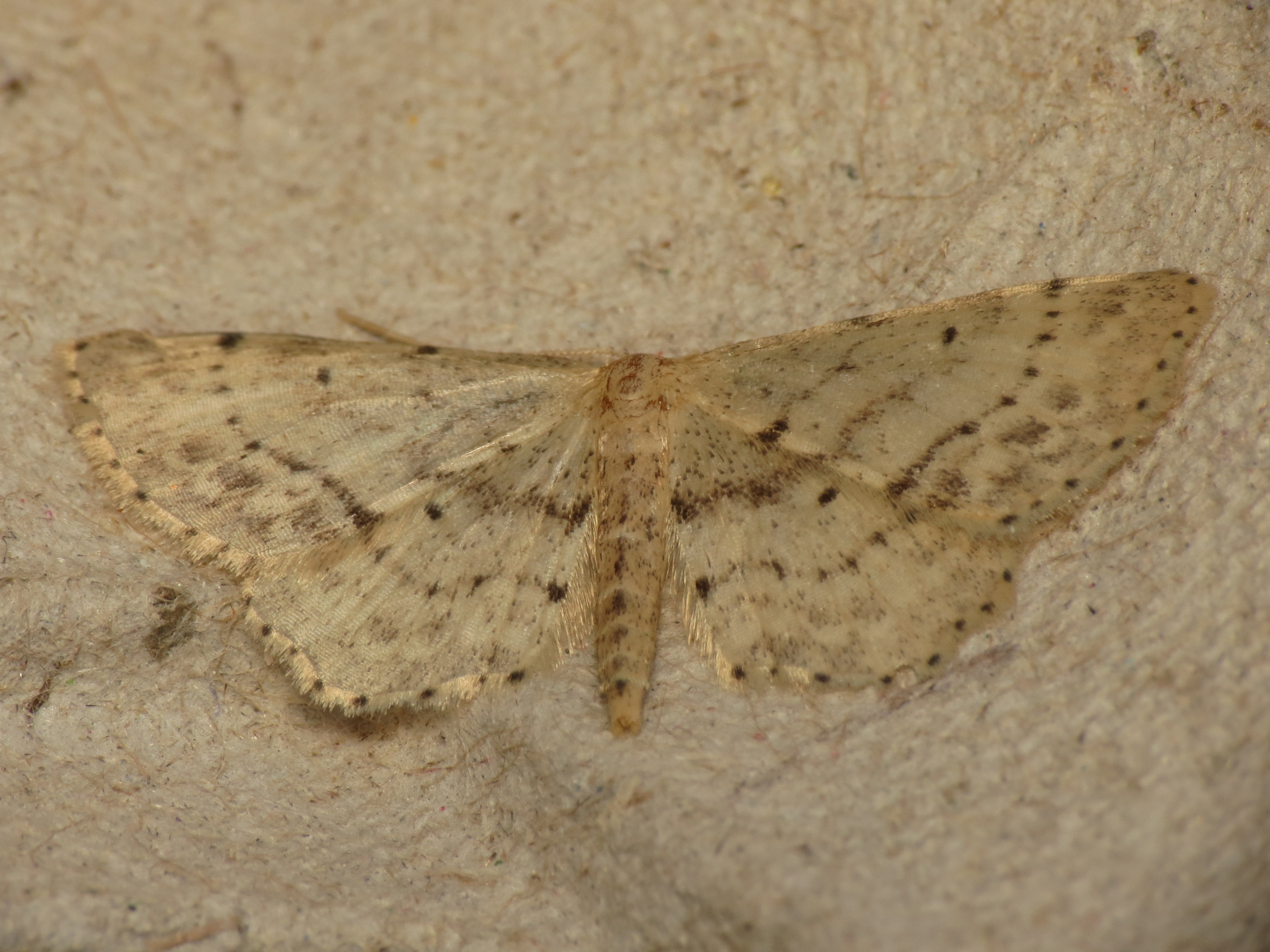